# Till the World Ends
"Till The World Ends"는 미국의 가수 브리트니 스피어스의 노래이다. 브리트니의 일곱 번째 정규 음반 Femme Fatale의 두 번째 싱글로 발매되었다. 빌보드 싱글 차트에서 최고 순위 3위를 기록했고, 1998년도부터 2011년도에 발매한 스피어스의 모든 싱글 중 두 번째로 높은 라디오 에어 수치―라디오 에어:99밀리―를 기록하였다.

## 트랙 리스트
디지털 다운로드
1. "Till the World Ends" – 3:58

한국 CD 싱글
1. "Till the World Ends" – 3:58
2. "Till the World Ends (Inst.)" – 3:58